# 方朝治
方朝治（？—？），湖南岳州府巴陵縣人，清朝政治人物。

## 生平
光緒二十一年（1895年）乙未科三甲第二十一名進士。同年五月，著交吏部掣籤分發各省，以知縣即用。